# Daskalogiannis
Daskalogiannis (Anopolis, ca. 1725 – Iraklion, 17 juni 1771) was een Kretenzische koopman en vrijheidsstrijder. Zijn echte naam is Ioannis Vlachos (Grieks: Ιωάννης Βλάχος). De bijnaam Daskalogiannis (Grieks: Δασκαλογιάννης) is een samentrekking van Daskalos Ioannis; Ioannis de leraar.

## Levensloop
Daskalogiannis werd tussen 1722 en 1730 geboren in Anopolis, een bergdorpje in de regio Sfakia op het Griekse eiland Kreta. Hij was een telg uit een familie die rijk was geworden in de koopvaardij. Daskalogiannis was in Chora Sfakion een man van aanzien die schepen bezat en handel dreef in de havens rond de Middellandse Zee. Vanaf 1750 was hij tevens een politiek afgevaardigde in de regio. In 1765 werd hij politiek leider van de provincie Sfakia en samen met zijn broer Nikolós Sgouromállis verantwoordelijk voor het afdragen van belastingen aan de Turkse overheersers.
Op zijn reizen was hij in contact gekomen met de Russische graaf en admiraal Aleksej Grigorjevitsj Orlov. Als onderdeel van de Orlovopstand tijdens de Russisch-Turkse Oorlog van 1768 tot 1774 moest Daskalogiannis de rebellie van de Sfakioten tegen de Turkse overheersers leiden. Hij zou daarbij op ondersteuning van de troepen van Orlov kunnen rekenen. Daskalogiannis bereidde de opstand vanaf 1769 voor en startte deze door in april 1770 de vlag op de kerk van Agios Georgios in Anopolis te hijsen. Met succes werden enkele streken ten noordoosten van de bergketen Lefka Ori aangevallen. De Turken hergroepeerden zich en wisten met een troepenmacht van circa 40.000 soldaten het rebellenleger van 1300 vrijheidsstrijders terug te dringen in de bergen en kloven van Sfakia.
Er volgde een zware winter en toen de Russische steun uitbleef verschanste Daskalogiannis zich met 70 rebellen in het fort van Frangokastello. De Turken hadden inmiddels een oom en de broer van Daskalogiannis gevangengezet en toen zij op 18 maart 1771 met een vredesvoorstel kwamen, besloot Daskalogiannis zich over te geven, in de hoop dat zijn manschappen gespaard zouden blijven. Op last van de pasja van Candia/Chandax (het huidige Iraklion) werd hij echter in Iraklion gevangengezet. Op 17 juni 1771 werd hij in de buurt van het havenfort Koulés gefolterd, levend gevild en geëxecuteerd.

## Nagedachtenis
De nagedachtenis aan Daskalogiannis werd levend gehouden in het Lied van Daskalogiannis, een ballade die in 1786 werd geschreven door Barba-Pantzelios, een kaasmaker uit het dorpje Mouri. In Anopolis staat een standbeeld van de vrijheidsstrijder. Het vliegveld van Chania werd in 2000 hernoemd tot Internationale Luchthaven "Ioannis Daskalogiannis".